# Jerónimo Emser
Jerónimo (o Hieronymus) Emser (20 de marzo de 1477 - 8 de noviembre de 1527) fue un teólogo alemán, antagonista de Martín Lutero, nacido en Ulm.
Emser al principio se puso del lado de los reformadores, pero deseaba una reforma práctica del clero sin ninguna ruptura doctrinal con el pasado o con Roma. Sus simpatías eran principalmente humanistas. Las opiniones radicales expresadas por Lutero en el debate teológico de Leipzig (1519) llevaron su relación a una ruptura abierta. En la amarga controversia que siguió (que duró hasta su muerte), Emser escribió ocho tratados polémicos contra Lutero (1520-21). También entró en una controversia con Huldrych Zwingli, el influyente reformador suizo.
En 1527 Emser publicó una traducción alemana del Nuevo Testamento, de la Vulgata, con anotaciones. Estaba destinado a contrarrestar la traducción de Lutero, pero seguía siendo esencialmente una revisión de la obra de Lutero. Sin embargo, a finales del siglo XVIII la traducción de Emser había tenido más de 100 ediciones.

## Biografía
Estudió griego en Tubinga y jurisprudencia en Basilea, y tras trabajar como capellán y secretario para el cardenal de Gurk Raymond Péraud, comenzó a dar conferencias sobre estudios clásicos en Erfurt, en 1504, posiblemente con Martín Lutero como miembro de su audiencia. El mismo año se convirtió en secretario del duque Jorge de Sajonia, quien, a diferencia de su primo Federico III de Sajonia, se mantuvo como el más firme defensor del catolicismo entre los príncipes del Norte de Alemania.
Durante un tiempo el duque Jorge estuvo empeñado en asegurar la canonización del obispo Benno de Meißen, y por petición suya Emser viajó a través de Sajonia y Bohemia en búsqueda de evidencias de la santidad de Benno, las cuales después incluyó en un libro publicado en alemán y latín. Con el mismo objeto visitó Roma, pero sin éxito, en 1510. Mientras realizaba estos viajes, Emser dio conferencias en la Universidad de Leipzig, pero gradualmente se interesó en la teología y el derecho canónico. Dos prebendas, otorgadas Dresde (1509) y en Meißen a través de la influencia del duque Jorge, le dieron medios y tiempo libre para seguir sus estudios.
Emser al principio apoyó la Reforma, pero se retractó, pues al igual que su patrón, él deseaba una reforma práctica del clero sin contradecir la doctrina de la Iglesia Católica. Además, su tendencia liberal era en gran medida humanista, como la de Erasmo y otros pensadores que se separaron de Lutero en 1519. En ese mismo año Lutero tuvo una disputa con Emser en Leipzig, que los dividió definitivamente.
Así, Emser alertó a sus amigos bohemios para ponerlos contra Lutero, y este último respondió atacando a Emser por medio de un escrito bastante ofensivo. A su vez Emser, iracundo, declaró que la cruzada de Lutero se originó por nada más que por enemistad con los dominicos; Lutero respondió quemando los libros de Emser junto con la bula de excomunión de León X.
En 1521 Emser publicó un ataque contra el tratado de Lutero A la Nobleza Cristiana de la Nación Alemana, seguido por ocho obras en las que defendía la doctrina católica de la Misa y la primacía del Papa. A petición del duque Jorge preparó, en 1523, una traducción en alemán de la obra Assertio Septem Sacramentorum contra Lutherum de Enrique VIII de Inglaterra, y criticó el Nuevo Testamento de Lutero. También entró en controversia con Zuinglio. Tomó parte activa en la organización de una Iglesia Católica reformada en Alemania, y en 1527 publicó una versión alemana del Nuevo Testamento como respuesta a la publicación de Lutero. 
Emser murió el 8 de noviembre de 1527, y fue enterrado en Dresde. Fue un vigoroso controversialista, y junto a Eck uno de los más eminentes teólogos que se mantuvieron con la Iglesia Católica en Alemania. Sin embargo, Emser no fue un gran erudito. Los errores que detectó en el Nuevo Testamento de Lutero fueron en gran medida variaciones legítimas de la Vulgata, y su propia versión del Nuevo Testamento no fue más que una adaptación de la versión de Lutero de acuerdo a los requerimientos de la Vulgata.